# Xhokancol
Xhokancol är ett slukhål i Mexiko.   Det ligger i delstaten Yucatán, i den östra delen av landet, 1 000 km öster om huvudstaden Mexico City. Xhokancol ligger 9 meter över havet.
Terrängen runt Xhokancol är mycket platt. Runt Xhokancol är det ganska glesbefolkat, med 32 invånare per kvadratkilometer. Närmaste större samhälle är Sacalum, 14,6 km sydväst om Xhokancol. I omgivningarna runt Xhokancol växer i huvudsak lövfällande lövskog.